# 贝恩里德
贝恩里德是德国巴伐利亚州的一个市镇。总面积39.48平方公里，总人口4933人，其中男性2468人，女性2465人（2011年12月31日），人口密度125人/平方公里。